# Michael Lindener
Michael Lindener (* um 1520 in Leipzig; † 7. März 1562 in Friedberg) war ein deutscher Schwankdichter.
Lindener studierte in Leipzig und führte danach ein unstetes Leben. Unter anderem war er als Korrektor und schließlich Schulmeister in Nürnberg, Ulm und Augsburg tätig. Er galt als ruhmsüchtig, so legte er sich selbst den Titel „Doktor“ und „poeta laureatus“ zu, gab eigene Werke unter den Namen berühmter Zeitgenossen heraus und publizierte Fälschungen als Übersetzungen der Werke Savonarolas. In seinen Schriften erweist er sich als scharfzüngiger Spötter, zahlreiche Zitate und Anspielungen verraten seine gelehrte Bildung. Am 7. März 1562 wurde er wegen Totschlags hingerichtet.

## Werke
- Loci scholasticorum egregii. 1557
- Rastbüchlein. 1558
- Der erste Teil Katzipori. 1558
- Wunderbarliche Hystoria von dem Ursprunge und namen der Guelphen, um 1560 – die „Welfensage“ (Digitalisat)
- Michael Lindeners Rastbüchlein und Katzipori. Hrsg. von Franz Lichtenstein. Tübingen 1883 (Google)